# LISCON
LISCON es una compañía que crea software de gerencia para clientes ligeros y sistemas operativos basados en Linux para sus clientes ligeros y los de otros fabricantes, así como las PC. La compañía fue fundada en el año 2000.

## Consola de Gerencia de LISCON
A diferencia del absolutamente común uso de clonar los ajustes de un cliente ligero vía red o una memoria USB, la Consola de Gerencia central permite diferentes ajustes para cada cliente con el LISCON OS o el LISCON XPe y los reaplica si el cliente ligero o su hardware son cambiados. Los ajustes incluyen ajustes del hardware como resoluciones de la pantalla así como las propiedades para las conexiones como el RDP, Citrix ICA o VMware View. Las actualizaciones de firmware son posibles tan bien como el VNC al cliente. Es posible definir a ciertos grupos e imponer todos los ajustes o ajustes específicos a los subgrupos en la jerarquía del cliente, por lo tanto soportando grandes redes de clientes ligeros. La Consola de Gerencia en sí misma es una aplicación web y tiene una versión optimizada para el iPhone. Si una Consola de Gerencia no es usada, el LISCON OS ofrece la configuración vía HTTP. Actualmente, Según su sitio web, la Consola de Gerencia es gratuita para hasta 50 clientes.

## LISCON OS
El LISCON OS es el sistema operativo instalado en los clientes Linux de Liscon. Actualmente está basado en Ubuntu 8.04 LTS pero fuertemente modificado para caber en tamaños de flash pequeños y caber en un ambiente de consola gerenciado. Liscon hace un punto de ser capaz de reflashear dispositivos de diferentes competidores y de ser capaz de manejarlos.

## Hardware cliente
LISCON está vendiendo hardware renombrado de algunos vendedores incluyendo Fujitsu-Siemens y HP (para abril de 2009) más algunos modelos diseñados por ellos mismos para propósitos especiales.

## Fundación y premios
LISCON Informations technologie GmbH fue fundado en 2000 en Klagenfurt, Austria. En 2002, LISCON recibió el premio Carinthia por innovación e investigación.

## Competidores
Los competidores en el mercado incluyen: Wyse, Igel y Neoware entre otros. Los socios son VXL, HP y Fujitsu.